# Giorgio Guazzaloca
Giorgio Guazzaloca (Bazzano, 6 febbraio 1944 – Bologna, 26 aprile 2017) è stato un politico italiano, sindaco di Bologna dal 1999 al 2004.

## Biografia

### Gli inizi
Figlio del macellaio Guido Guazzaloca e di sua moglie Adelaide, mostrò una certa insofferenza per la scuola e una grande passione per il calcio, giocando come mezzala nella squadra giovanile del Bologna, allora allenata da Amedeo Biavati. Alla fine del secondo anno dell'istituto tecnico commerciale venne bocciato e si fratturò una tibia, quindi smise sia di studiare che di giocare a calcio e, a 15 anni, iniziò a lavorare come garzone prima nel negozio del padre e poi in quello di un amico di famiglia. Nel 1965 riuscì ad aprire, indebitandosi, una propria macelleria in via Sabotino, nel quartiere Costa-Saragozza, e prese a lavorare con sé sia il padre, come macellaio, che la madre, come cassiera. Nel 1975, all'età di 31 anni, fu eletto presidente di macellai di Bologna e cominciò ad interessarsi di politica tramite gli insegnamenti di un professore universitario democristiano, Arturo Mora, titolare della cattedra di Ispezione degli alimenti alla facoltà di Veterinaria e direttore del macello di Bologna, conosciuto per il suo rigore morale.
Guazzaloca diventò presidente nazionale dei macellai, quindi presidente dei commercianti bolognesi. Dal 1985 al 1999 fu presidente di Confcommercio Bologna, dal 1986 socio della Fondazione cassa di risparmio di Bologna, dal 1986 al 1999 presidente di Confcommercio Emilia-Romagna, dal 1987 al 1995 vicepresidente di Confcommercio nazionale, dal 1991 al 1998 presidente della Camera di commercio, industria, artigianato e agricoltura di Bologna, dal 1992 al 1996 vicepresidente dell'Unione nazionale delle Camere di Commercio, Industria, Artigianato e Agricoltura, dal 1996 al 1999 consigliere di Rolo Banca, dal 1995 al 1997 consigliere di Cerved Holding S.p.A., dal 1997 al 2000 vicepresidente di Tecno Holding S.p.A., dal 1999 vicepresidente di Locat S.p.A. e dal 2004 presidente di Leasys S.p.A.

### Sindaco di Bologna
Il 19 dicembre 1998 annunciò la sua candidatura come sindaco di Bologna, sostenuto dal Polo per le Libertà, presso la Bolognina, storica roccaforte "rossa". In occasione del primo turno delle elezioni comunali, il 13 giugno 1999, ottenne il 41,58% delle preferenze, mentre la sua principale avversaria, la candidata dell'Ulivo Silvia Bartolini, arrivò al 46,61%. Al ballottaggio del 27 giugno Guazzaloca vinse le elezioni con un margine molto ristretto, conquistando il 50,69% dei voti, e diventò, dal 1945, il primo e fino ad oggi unico sindaco di centro-destra del capoluogo emiliano, insediandosi a Palazzo d'Accursio il successivo 1º luglio. La sua strategia per rivitalizzare Bologna, che definiva "una città ingessata", era quella di "Far parlare i fatti" e di desiderare "una città amministrata non in base alle ideologie politiche ma esclusivamente in base agli interessi dei bolognesi". Da allora si comincerà a parlare di "guazzalochismo". Nel 2004 si candidò per un secondo mandato, sempre con l'appoggio del centro-destra, ma venne sconfitto al primo turno delle elezioni amministrative dall'ex segretario della CGIL Sergio Cofferati, candidato della coalizione di centro-sinistra, che ottenne il 55,92% dei voti contro il 40,60% di Guazzaloca. Dal gennaio 2005 fu componente dell'Autorità garante della concorrenza e del mercato (Antitrust).
Il 7 febbraio 2009, durante un'affollata assemblea pubblica presso il Teatro Manzoni di Bologna, Guazzaloca annunciò di volersi candidare per la terza volta consecutiva alla carica di sindaco in occasione delle elezioni amministrative del giugno 2009, con la lista civica Per Bologna, indipendente dai partiti. I risultati elettorali del primo turno videro Guazzaloca al terzo posto, con il 12% dei voti: escluso dal ballottaggio tra il candidato del centro-sinistra Flavio Delbono e quello del centro-destra Alfredo Cazzola, l'ex sindaco preferì non schierarsi apertamente per nessuno dei due. Dopo la vittoria di Delbono divenne consigliere comunale per la sua lista. Nel marzo 2011 viene indagato per corruzione nell'ambito dell'inchiesta sul Civis, il tram su gomma a guida ottica. Nel gennaio 2013, la stessa Procura chiede l'archiviazione del procedimento penale inerente al Civis.
Personaggio dal carattere determinato, con gusto per la battuta e senza peli sulla lingua, era un appassionato giocatore di carte (in particolare di briscola e tressette) e giocava regolarmente con un giornalista; nonostante ciò non apprezzava essere intervistato e considerava i giornalisti "una razza strana". Aveva tuttavia una grande ammirazione per Gianni Brera ("Un amore giovanile" sin dai tempi del Guerin Sportivo), per Mario "Fortebraccio" Melloni (il pungente corsivista de l'Unità) e per Indro Montanelli (al quale nel 2000 conferì la cittadinanza onoraria di Bologna, accompagnata poi dalla laurea ad honorem in scienze politiche da parte dell'università bolognese). Ammirava anche il cardinale Giacomo Biffi, arcivescovo di Bologna durante il suo periodo come sindaco, di cui divenne amico, ed il politico Pier Ferdinando Casini, essendo stato amico del padre.
È morto all'età di 73 anni, il 26 aprile 2017, all'ospedale Sant'Orsola di Bologna, dove era ricoverato a causa di un mieloma multiplo che lo affliggeva da tempo.

## Vita privata
Guazzaloca si è sposato due volte (la prima moglie morì nell'ottobre 1979 per una meningite) ed aveva due figlie, Grazia e Giulia.